# CO2-Rechner
Ein CO2-Rechner, auch Klima-, Kohlenstoffdioxid-, CO₂-Äquivalenz-, Treibhausgas- oder Emissions-Rechner, ist eine Software, mit der die Auswirkung persönlichen Verhaltens oder institutioneller Prozesse auf die anthropogene Erderwärmung dargestellt und verdeutlicht werden soll.

## Beschreibung
Die resultierende CO₂-Bilanz kann – je nach Beschaffenheit des CO2-Rechners – für einzelne Personen und Haushalte oder auch für Institutionen erstellt werden. Als Detailbetrachtung können auch Bilanzen für Verkehrsmittel oder Produktionsvorgänge berechnet werden. Das CO₂-Äquivalent oder CO2e ist eine Bezeichnung für die Wirkung der anthropogenen Treibhausgase zum Treibhauseffekt. Kohlenstoffdioxid (CO2) dient hier als eine Basisgröße. Andere Treibhausgase werden mit ihrer Wirksamkeit auf das Klima in CO2-Äquivalente umgerechnet. Das Ergebnis, welches ein CO2-Rechner liefert, ist also nicht als direkte Kohlenstoffdioxid-Emission zu verstehen, sondern als eine Umrechnung in Vergleichswerte, basierend auf dem wichtigsten anthropogenen Treibhausgas, dem Kohlenstoffdioxid.
Das Ergebnis bzw. die Bilanz, die mit einem CO2-Rechner aufgestellt werden kann, wird umgangssprachlich auch als CO2-Fußabdruck (englisch carbon footprint) bezeichnet. Es gibt CO2-Rechner, die keine Ergebnisse in Form von CO2-Äquivalenten ausgeben, sondern das Resultat in Form einer Bewertung des individuellen Verhaltens darstellen, wie zum Beispiel speziell auf Jugendliche oder Kinder zugeschnittene CO2-Rechner.
Neben CO2-Rechnern sind auch Werkzeuge zur Berechnung eines ökologischen Fußabdruckes verbreitet. Hierbei werden neben den anthropogenen Treibhausgasen auch andere Umweltauswirkungen des Menschen berücksichtigt. Das Ergebnis wird dann oft in Form einer Flächenbilanz ausgedrückt.

## CO₂-Rechner für Privatpersonen

### Inhalte
CO2-Rechner für Privatpersonen und Haushalte betrachten einzelne Bereiche des Privatlebens oder ziehen über alle eine Bilanz. Zur Erstellung einer Bilanz sind die häuslichen Bereiche Wärme und Strom, die Mobilität, aber auch die Ernährung und der Konsum zu berücksichtigen. Dafür verwendet der CO2-Rechner die vom Nutzer eingegebenen Daten und rechnet mit Hilfe wissenschaftlich ermittelter Parameter die CO2-Bilanz aus. In Deutschland hat sich dieses Verfahren seit 2007 zum Standard für die Berechnung von CO2-Bilanzen entwickelt.
CO2-Rechner für Privatpersonen und Haushalte verwenden für die Berechnung einer Bilanz Näherungswerte, die aus verschiedenen Forschungsinstituten stammen und ständig verbessert bzw. angepasst werden. Die Parameter, welche der CO2-Rechner für die Gleichungen verwendet, sind aufgrund der unterschiedlichen Kategorien wie Konsum oder Verkehrsmittelnutzung teilweise sehr komplex und unterliegen ständiger wissenschaftlicher Überarbeitung.

### Ergebnis
Die Ergebnisse eines CO2-Rechners sind als Näherungswerte zu verstehen, da eine Vielzahl an Faktoren für die Berechnung des Ergebnisses berücksichtigt werden müssen. Direkte Treibhausgas-Emissionen, die bei der Wärmeerzeugung oder der individuellen Mobilität entstehen, sowie die indirekten Treibhausgas-Emissionen des Stroms lassen sich noch relativ genau bestimmen. Im Bereich Konsum und Ernährung lassen sich die indirekten Treibhausgas-Emissionen nur indikativ bestimmen.
Die Berechnung der Klimawirkung des Flugverkehrs sollte neben emittierten Treibhausgasen des Kyoto-Protokolls auch die weiteren Einflüsse des Flugverkehrs berücksichtigen. Hierzu gehören das Stickoxid N2O und die Rußpartikel ebenso wie die Eiskristalle des Kondensstreifens, der in der Stratosphäre erzeugt wird.

### Standardisiertes Verfahren in Deutschland
Weit verbreitet im deutschsprachigen Internet ist der von der gemeinnützigen Organisation KlimAktiv in Tübingen entwickelte CO2-Rechner, der beispielsweise auf der Seite des Umweltbundesamts zur Verfügung gestellt wird. Dieser verwendet für die Berechnung der CO2-Bilanz wissenschaftliche Daten, die von verschiedenen Forschungsinstituten wie dem ifeu-Institut recherchiert und berechnet wurden.

### Nutzung
CO2-Rechner werden mittlerweile von hunderten Unternehmen und Kommunen in Deutschland verwendet. Die Anzahl der Privatpersonen, die bereits mindestens einmal ihre persönliche CO2-Bilanz mit einem onlinebasierten CO2-Rechner ausgerechnet haben, liegt bei weit über einer Million. CO2-Rechner sind ein häufig verwendeter Bestandteil von onlinebasierten Klimaschutzkampagnen, da sie den Nutzern eine schnelle individuelle Bilanzierung der eigenen Treibhausgas-Emissionen bieten.
Eine weitere Verbreitung von CO2-Rechnern findet sich bei Anbietern von Klimakompensationsdienstleistungen. Bei der Anwendung dieser Werkzeuge ist zu beachten, dass das Vermeidungspotential immer im Vordergrund stehen soll. Ein Ausgleich der persönlichen Treibhausgas-Emissionen sollte immer nur für den nicht vermeidbaren Anteil erfolgen. Dementsprechend soll ein CO2-Rechner auch individuelle Hinweise zur Vermeidung und die Möglichkeit der Bestimmung von persönlichen Zielwerten geben.

## Energie in CO2
Zum direkten Umrechnen der Energiemenge in CO2-Äquivalente genügt ein konstanter Faktor. Er hängt vom gewählten Energiemix ab; die individuelle Lebensweise wird dabei nicht berücksichtigt.

## Beispiele
2007 ging der CO2-Rechner des Umweltbundesamtes online, mit dem die persönliche Kohlendioxid-Bilanz errechnet werden kann. Der Rechner bietet einen Überblick über den aktuellen persönlichen CO2-Fußabdruck, die zentralen Stellschrauben (sogenannte „Big Points“) und welchen Beitrag man zukünftig für den Klimaschutz leisten könnte. Darüber hinaus gibt es viele weitere Organisationen, die CO2-Rechner betreiben, wie zum Beispiel myclimate, das Ministerium für ein lebenswertes Österreich oder der WWF. Auch das britische Mineralölunternehmen BP veröffentlichte 2004 im Rahmen der Werbekampagne „Beyond Petroleum“ einen CO2-Rechner, um unter steigendem politischen Druck auf die Ölkonzerne die Aufmerksamkeit für die Verantwortung der Wirtschaft auf Individuen zu lenken.

### Kontroverse um energetische Nutzung von Holz
Im März 2024 wurde die Art der Berechnung der CO2-Emissionen aus dem Heizen mit Holz des CO2-Rechner des Umweltbundesamtes für Privatpersonen angepasst. Dies führte zu einer kontroversen Diskussion unter Waldbesitzenden und in der Bioenergiewirtschaft.